# Dusk (Badlands)
| Recensione | Giudizio |
| ---------- | -------- |
| AllMusic   |          |

Dusk è il terzo album in studio dei Badlands, pubblicato nel 1998 per l'etichetta discografica Pony Canyon Records.

## Tracce
1. Healer (Gillen, Lee) 4:45
2. Sun Red Sun (Gillen, Lee) 5:29
3. Tribal Moon (Gillen, Lee) 3:55
4. The River (Chaisson, Gillen, Lee) 4:41
5. Walking Attitude (Gillen, Lee) 2:55
6. The Fire Lasts Forever (Gillen, Lee) 4:04
7. Dog (Gillen, Lee) 3:27
8. Fat Cat (Gillen, Lee) 4:33
9. Lord Knows (Gillen, Lee) 4:55
10. Ride the Jack (Gillen, Lee) 4:17

## Formazione
- Ray Gillen - voce
- Jake E. Lee - chitarra
- Greg Chaisson - basso
- Jeff Martin - batteria